# Petrosedum sediforme
Petrosedum sediforme ((Jacq.) Grulich, 1984) è una pianta succulenta appartenente alla famiglia delle Crassulaceae, diffusa nel Bacino del Mediterraneo.

## Descrizione

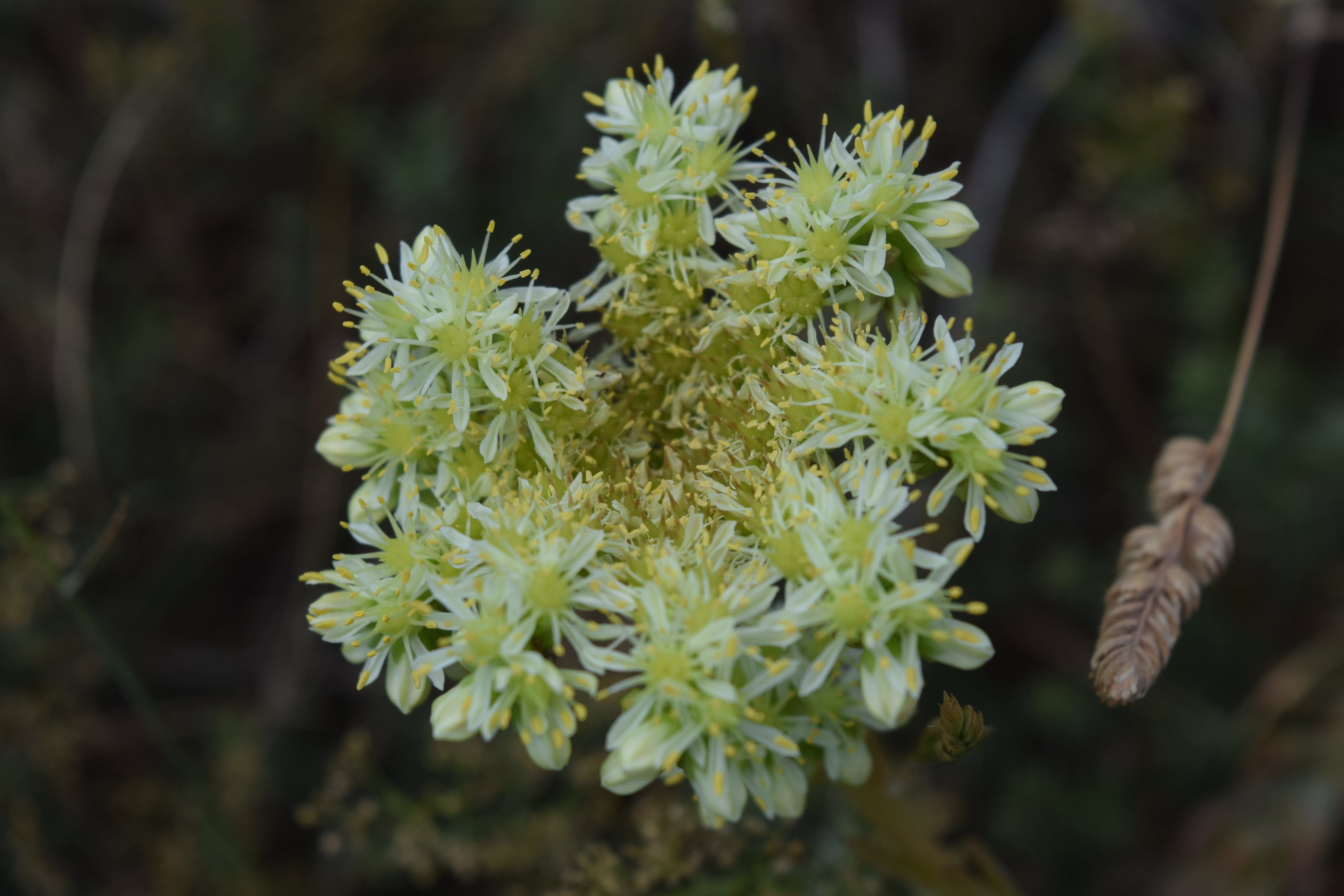
Dettaglio di un'infiorescenza di P. sediforme.

P. sediforme è una pianta dotata di fusto succulento, eretto o prostrato-ascendente e con varie ramificazioni. Forma larghi tappeti o singoli gruppetti di piante.
Le foglie sono imbricate, dalla forma oblunga o ellittica e con delle estremità mucronate. Sono glabre e di un colore da verde scuro a glauco. Si presentano riunite in densi ciuffi all'apice dei fusti sterili, poiché quelle inferiori tendono col tempo a seccarsi e cadere.
Con il passare degli anni le ramificazioni fertili, che raggiungono un'altezza di circa 40 o 50 cm (uno dei sinonimi è infatti S. Altissimum) diventano legnose.

Durante il periodo di estivazione le foglie assumono una colorazione rossastra. 

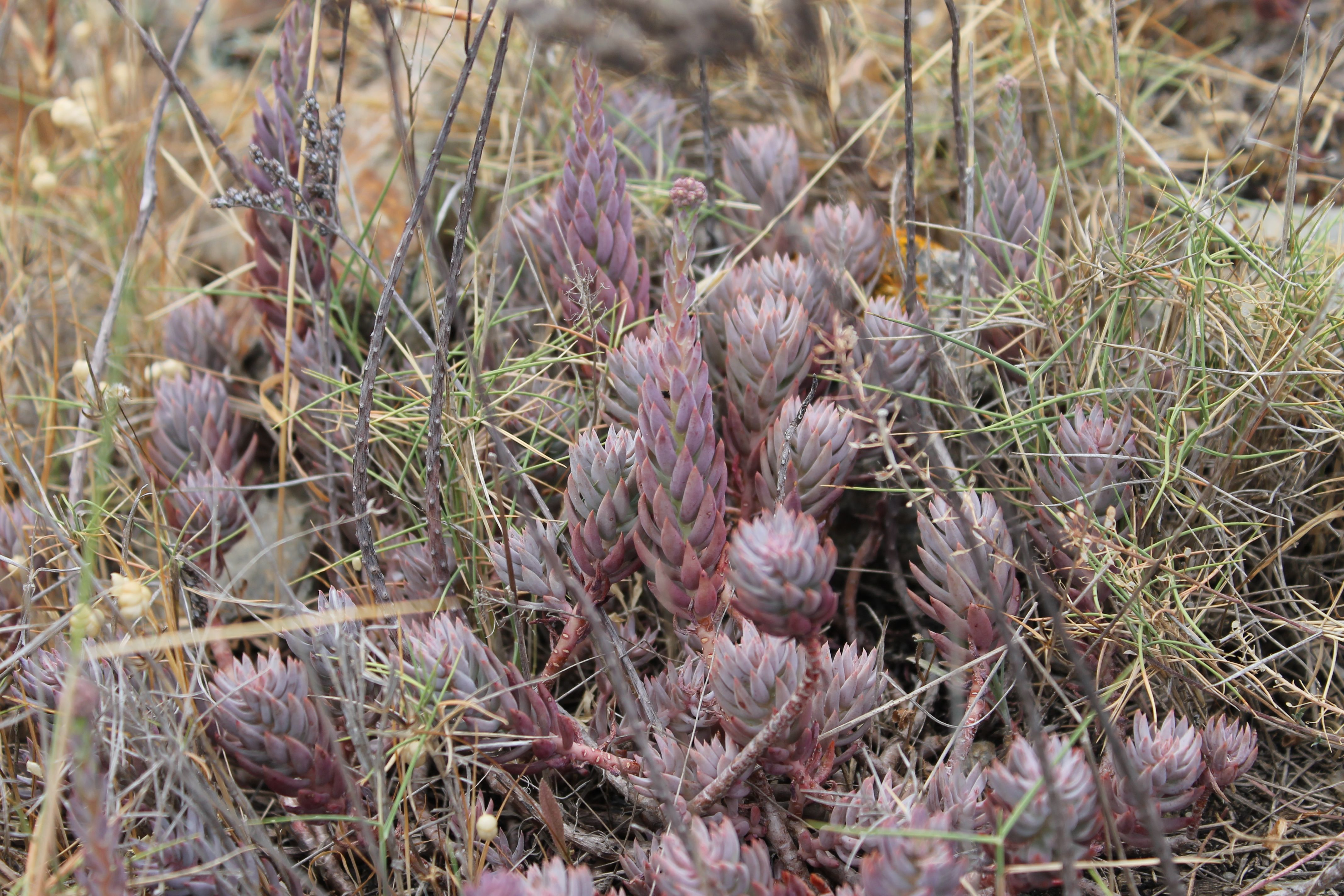
Foglie di P. sediforme in estivazione.

## Distribuzione e habitat
P. sediforme è una specie diffusa nell'intero bacino del mediterraneo, con un areale che si estende da Marocco e Portogallo ad ovest fino alla Siria ad est. Cresce in genere su aridi pendii sassosi e rocciosi, prediligendo dei substrati calcarei.

## Sinonimi

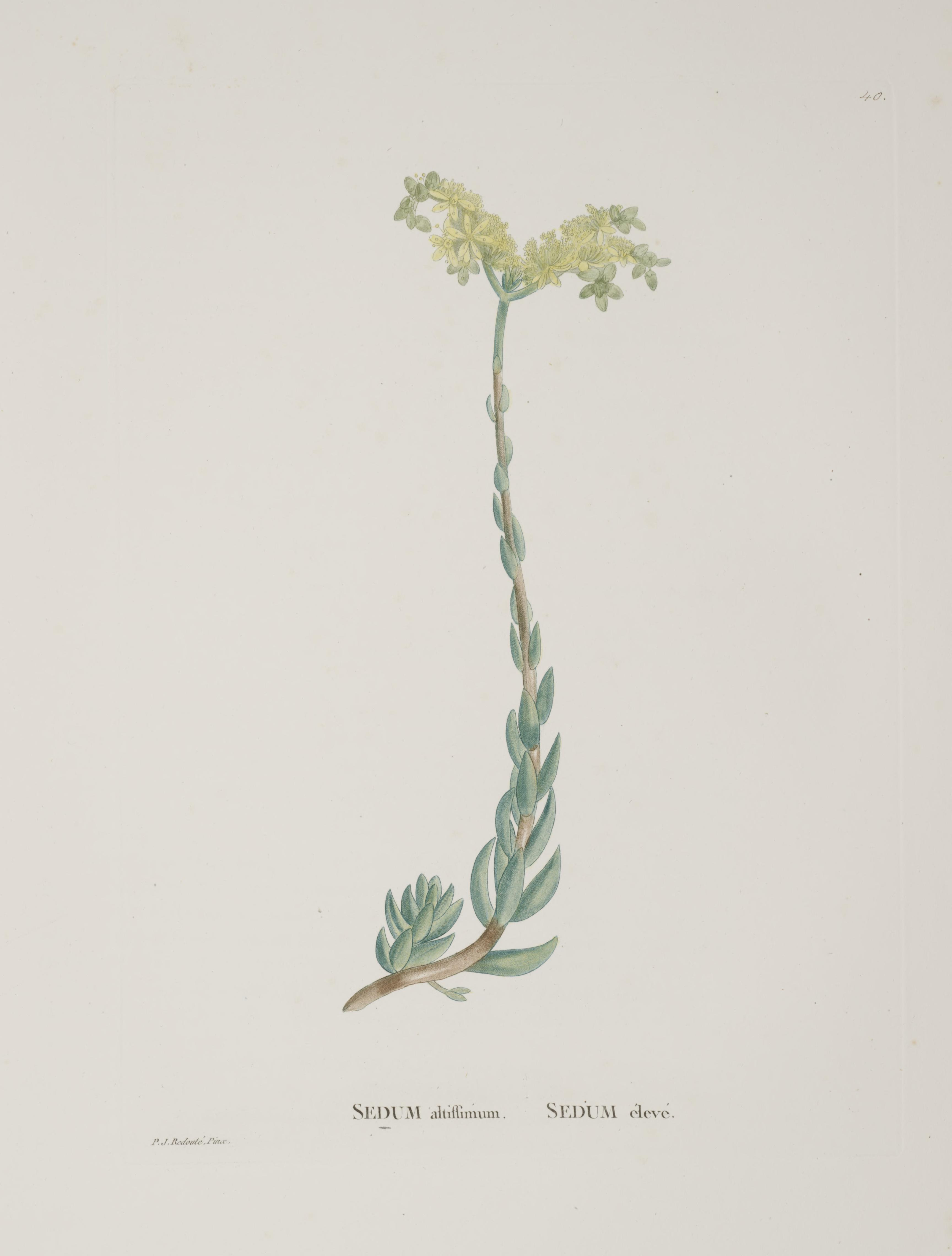
Tavola botanica di P. sediforme.

- Sempervivum sediforme Jacquin (1770) / Petrosedum sediforme (Jacquin) Grulich (1984)
- Sedum altum Clarke (s.a.)
- Sedum anophyllum Chambers (s.a.)
- Sedum sediforme var. congestiflorum Cámara (s.a.)
- Sedum aristatum Villars (1789)
- Sedum altissimum Poiret (1796)
- Sedum dioicum Donn (1804)
- Sedum fruticulosum Brot. (1804)
- Sedum lusitanicum Brot. (1816)
- Sedum jacquinii Haw. (1825)
- Sedum soluntinum Tineo (1845)
- Sedum salonitanum Tineo (1845)
- Sedum sediforme var. brevirostratum Faure & Maire (1931)
- Sedum sediforme subsp. dianium O.Bolòs (1967) / Sedum sediforme var. dianium (O.Bolòs) O.Bolòs (1984)
- Sedum sediforme var. saguntinum O.Bolòs (1975) / Sedum nicaeense var. saguntinum (O.Bolòs) S.Rivas-Martínez